# Naomi Watanabe
Pour les articles homonymes, voir Watanabe.
Naomi Watanabe, née le 23 octobre 1987, est une comédienne, actrice et créatrice de mode japonaise. Elle se fait connaître en 2008 grâce à son imitation de Beyoncé Knowles, qui lui vaut le surnom de la « Beyoncé japonaise », et devient une figure récurrente de la télévision japonaise.
Engagée pour une représentation plus inclusive des corps, elle popularise le mouvement pochakawaii et crée en 2014 la marque de vêtements Punyus, proposant des grandes tailles (en), une offre encore rare au Japon.
Parallèlement, elle collabore avec des marques comme GAP, Nike et SK-II, tout en poursuivant une carrière dans le cinéma et la télévision.
Son influence dépasse les frontières du Japon, ce qui lui vaut plusieurs distinctions. Vogue Japan la nomme « Personnalité de l’année » en 2016, Time Magazine la classe parmi les 25 personnalités les plus influentes d’Internet en 2018, et la BBC l’inclut parmi les 100 femmes les plus influentes en 2024.

## Origines et éducation
Naomi Watanabe naît en 1987 à Taipei d'une mère taïwanaise et d'un père japonais. Ses parents divorcent lorsqu'elle est à l'école primaire. Elle grandit ensuite seule avec sa mère dans des conditions modestes à Ibaraki, au nord-est de Tokyo,,.
Adolescente, elle choisit de ne pas poursuivre ses études au lycée pour travailler dans un restaurant familial. Portée par le rêve d’une carrière dans le spectacle, elle développe son sens de l’humour, apprend à danser seule, s’inspire des comédiens de variétés et amuse son entourage avec ses imitations.
À 15 ans, elle annonce à sa famille son désir de devenir humoriste. Malgré les attentes familiales l'encourageant à poursuivre des études et à se marier, elle décide de quitter son travail et de s’installer à Tokyo pour s'inscrire à 18 ans, à l'école de comédie Yoshimoto NSC, contre l’avis de sa mère,,.

## Carrière
En 2008, Naomi Watanabe se fait remarquer sur Instagram avec ses parodies de Beyoncé Knowles, ce qui lui ouvre les portes de la télévision. Elle attire l'attention nationale en participant à l’émission de variétés Waratte Iitomo!, où elle réalise des imitations en playback de célébrités comme Lady Gaga et Mariah Carey. Néanmoins, c'est sa reprise en playback de Dreamgirls, accompagnée d'une danse inspirée de Beyoncé et s'inscrivant dans la tradition japonaise du monomane, qui marque un tournant dans sa carrière. Son imitation de Crazy in Love lui vaut alors le surnom de « Beyoncé japonaise » et lui permet de la rencontrer en 2009 lors d’une émission.
En se découvrant à l’écran pour la première fois, elle prend conscience du regard porté sur son corps. Avec une stature supérieure à la moyenne des femmes japonaises de son âge, elle utilise son humour et son assurance pour remettre en question les normes liées au poids et encourager une perception plus positive du corps dans une société où la minceur reste largement valorisée. Avec 9,3 millions d’abonnés (mai 2020), son compte Instagram est le plus suivi du pays,,.
En 2013, elle commence à poser pour un magazine dédié aux femmes rondes, contribuant à faire connaître le mouvement pochakawaii, qui associe rondeur et esthétique mignonne. Devenue une figure emblématique, elle contribue à faire évoluer les standards de beauté au Japon en représentant l’esthétique curvy dans des campagnes pour GAP, Nike et Oysho,,,,,.
En 2014, Naomi Watanabe lance la marque Punyus, dont le nom s’inspire d’un mot japonais évoquant les joues rondes. Celle-ci se distingue par une gamme de vêtements se voulant inclusive, allant du XS au 6XL, une initiative peu courante au Japon,,. Avec une boutique installée dans le centre commercial de Shibuya109 à Tokyo, elle déclare au Financial Times : « Mon concept, c’est de ne pas avoir de concept. Je ne veux pas que les clients de ma marque soient limités par le stéréotype selon lequel les personnes grosses devraient porter tel ou tel type de vêtements »,. En septembre 2018, la marque se développe à l’international avec un pop-up store à Taipei et le lancement d’une boutique en ligne.
Au-delà de la mode, elle contribue à la visibilité du magazine La Farfa en tant que porte-parole et mannequin. Elle encourage les femmes à s’accepter et à exprimer leur style avec confiance. En juillet 2019, elle signe sa deuxième collaboration avec la marque de maquillage Shu Uemura, dont elle est l’ambassadrice.
En 2019, elle participe à une campagne mondiale de SK-II, aux côtés de personnalités comme James Corden, John Legend et Chloë Grace Moretz.
En 2020, Naomi Watanabe apparaît dans la campagne printemps de Kate Spade New York,. La même année, elle prête sa voix en tant que guest au personnage de Natalie dans Eiga Doraemon: Nobita no Shin Kyoryû.
En 2022, elle participe au remix japonais de Kiss Me More de Doja Cat. Dans ce clip, elle interprète des couplets en japonais écrits par Awich, remplaçant ceux de SZA. 
En 2023, elle interprète le rôle de Tracy Turnblad dans la version japonaise de Hairspray. Elle anime aussi le podcast Spotify Naomi Takes America.
Elle se fait connaître à l’étranger en participant à la série Queer Eye : We're in Japan sur Netflix,,.

## Notoriété
En 2016, Vogue Japan lui décerne le titre de « Personnalité de l’année », mettant en avant sa capacité à se fixer des objectifs clairs et à les atteindre.
En 2018, le magazine Time la classe parmi les « 25 personnalités les plus influentes d'Internet »,,.
En 2021, Hiroshi Sasaki, directeur artistique des Jeux olympiques de Tokyo, démissionne après avoir proposé que Naomi Watanabe apparaisse déguisée en cochon lors de la cérémonie d'ouverture. Cette suggestion, jugée offensante, est rejetée, et Sasaki présente des excuses publiques,,.
En 2024, Naomi Watanabe figure parmi les 100 femmes les plus inspirantes et influentes de l’année selon la BBC. Elle est décrite comme « l'une des influenceuses les plus célèbres du Japon »,.
La compagnie ferroviaire japonaise Seibu Railway baptise l’un de ses trains « Naomi »,dans le cadre d’une collaboration visant à attirer un public plus jeune, en intégrant sa voix et un espace interactif à bord.

## Discographie
- 2017 : Kira Kira (Ai chanson) (en) dans l'album Wa to Yo (en)
- 2022 : Kiss Me More (Single hors album)[15].

## Filmographie

### Émission de variétés
- 2010–2014 : Waratte Iitomo! sur Fuji TV[5].
- 2011 : Saturday Night Live Japan (en) sur Fuji TV[16].

### Drames télévisées
- 2011 – Deka Wanko (en): Aoki Kotomi[20],[21].
- 2011 – Yūsha Yoshihiko (en): Oshina[22].
- 2014 – A Time of Love (en)[23].
- 2016 – The Hiddens (en)
- 2019 – Queer Eye[24].
- 2020 – Followers (en)
- 2024 – Omusubi (en) : Akipi, dans un Asadora[25].

### Films
- 2012 – Tug of War! : Mika Fujishiro[26].
- 2013 – R100 : Reine Salive[27].
- 2018 – Sunny: Our Hearts Beat Together : Ume[28].
- 2020 – The Promised Neverland : Krone[29].
- 2020 – The Untold Tale of the Three Kingdoms (en) : Diao Chan[30].
- 2020 – Doraemon: Nobita's New Dinosaur (en) : Natalie (voix)[14].
- 2021 – Sailor Moon Eternal : Zirconia (voix)[31].
- 2021 – Deemo: Memorial Keys (en) : Sachet (voix)[32].

## Scène
- 2022 – Hairspray : Tracy Turnblad